# شريف كواشي
شريف كواشي (بالفرنسية: Chérif Kouachi)‏ (1982-2015) وهو أحد المنفذين لحادثة الهجوم على صحيفة شارلي إبدو في 7 يناير 2015 رفقة شقيقه الأكبر سعيد كواشي.

## النشأة
ولد شريف كواشي الملقب بـ أبو حسن في 29 نوفمبر 1982 بباريس، فرنسا. توفي والداه وهم من اصول جزائرية سنة 1995 نتيجة المرض، حيث كانت الأم حامل للمرة السادسة، قضى شريف وسعيد ومعهما شقيق أصغر وشقيقة أكبر عامين مع إحدى عائلات الرعاية، قبل أن ينتقلا إلى دار ومدرسة أيتام بمدينة رين جنوب غرب فرنسا حتى سنة 2000. وقال مدرسوهم السابقون إن شريف وسعيد كانوا أطفال عاديين أحبوا كرة القدم ولم يثيروا كثيرا من المشاكل، وحصل شريف كواشي على شهادة في التربية الرياضية وعاد إلى باريس وعمل في توصيل البيتزا للمنازل ليكسب رزقه ابتداءً من 2003.

## علاقته بالجهاديين
انتمى شريف كواشي إلى شبكة يتزعمها (فريد بن يطو) كانت مهمتها إرسال جهاديين إلى العراق للانضمام إلى تنظيم القاعدة في بلاد الرافدين والذي كان يومها بزعامة أبو مصعب الزرقاوي.
كان بن يطو يكبر كواشي بعام واحد ويتبنى الفكر الجهادي، كما كان أشبه بمعلم للعديد من الشبان في الحي. ومع وجود بن يطو إلى جانبه بدأ كواشي في حضور المجالس الفكرية ومشاهدة مقاطع الفيديو الجهادية
أرسلت الخلية التي كان يتزعمها بن يطو وينتمي إليها كواشي نحو 12 شابا تقل أعمارهم عن 25 عاما إلى العراق من بينهم شيكو دياكابي وبيتر شريف وكلاهما القي عليهم القبض بالعراق بالإضافة إلى طارق ونيسي وعبد الحليم بجوج ورضوان الحكيم والثلاثة قتلوا في العراق سنة 2004. وأعضاء الخلية كانوا يتبنون آراء جهادية لكنهم لم يتلقوا تدريبا محترفا.
في 25 يناير / كانون الثاني 2005 اعتقلت الشرطة الفرنسية 11 شخصا، وجهت تهم رسمية لثلاثة منهم، أهمها «تشكيل عصابة إجرامية على علاقة بمشروع إرهابي». والثلاثة من أصول جزائرية هم: فريد بن يطو 23 عاما، وثامر بوشناق 22 عاما، وشريف كواشي 22 عاما الاخيران اعتقلا بينما كانا يستعدان للسفر إلى سوريا جوا في طريقهم إلى العراق، وأصدرت النيابة العامة في باريس بيانا اتهمت فيه الثلاثة بالتحضير لعمليات تخريبية ضد مصالح فرنسية وأجنبية على الأراضي الفرنسية، كذلك «تشكيل شبكة هدفها إرسال شبان فرنسيين للقتال في العراق».
شهد كواشي في محاكمته عام 2008 بأن بن يطو قال له إن الذين يفجرون انفسهم في الكفار يعتبرون في عداد الشهداء. وقال إنه تأثر كثيرا بإساءة معاملة السجناء والتعذيب في سجن أبي غريب بالعراق على أيدي الجنود الأمريكيين.
حكم على كواشي بالسجن ثلاث سنوات في عام 2008 لكنه لم يقض سوى 18 شهرا في اثنين من السجون التي تخضع لأقصى إجراءات مشددة في فرنسا. ويقول محاميه أوليفييه إن تجربة السجن غيرته تماما. وقال “لم يعد يتحدث كثيرا. لم يعد كما كان.”
وألقت الشرطة القبض على كواشي مرة أخرى في عام 2010 بعد أن أمضى عقوبة السجن. واتهم بأنه عضو في جماعة في فرنسا كانت تخطط لهروب إسماعيل علي بلقاسم مدبر تفجيرات مترو باريس 1995 قتل فيه ثمانية أشخاص وأصيب 120 آخرون.
لكن لم يكن لدى الشرطة أدلة ضده سوى بعض تسجيلات فيديو للمتشددين وخطب لأعضاء في تنظيم القاعدة ضبطت عند تفتيش منزله إلى جانب تحريات أظهرت أنه كان يبحث عن مواقع جهادية على الإنترنت
ويشتبه خصوصا بأن شريف كواشي كان قريبا من إسلامي فرنسي آخر هو جمال بيغال الذي سجن عشرة أعوام لتحضيره اعتداءات. ويشتبه بأن كواشي شارك في تدريبات مع بيغال. وقد وجه إليه اتهام في هذه القضية قبل أن يبرأ منها.

## الهجوم على شارلي ايبدو
في يوم الأربعاء 7 يناير 2015 قام شريف كواشي رفقة شقيقه سعيد كواشي باقتحام مقر صحيفة شارلي إبدو وقاما باطلاق النار من سلاحيهما وقتلا 10 عاملين بالصحيفة وجرحا 11 آخرين وعند خروجهما قاما بقتل شرطيين ثم فرا على متن سيارة سيتروين سوداء اللون
وكالة الأنباء رويترز أعلنت أن 3 مشتبه فيهم تم التعرف إليهم بعد اكتشاف بطاقة هوية سعيد كواشي كانت موجودة في إحدى السيارات المهجورة التي كان المشتبه بهم قد سرقوها للهروب بها
ليل الأربعاء الخميس 7 ، 8 يناير 2015 ، نشرت الشرطة الفرنسية صورة لكواشي تظهره حليق الرأس محذرة من أنه قد يكون “مسلحا وخطرا” على غرار شقيقه سعيد.
أما الشريك المفترض للشقيقين والذي سلم نفسه ليلا للشرطة في شمال شرق فرنسا فهو حميد مراد (18 عاما) صهر شريف كواشي. ويشتبه بأنه ساعد مطلقي النار. وكان شاهد تحدث عن وجود شخص ثالث في السيارة حين لاذ المهاجمان بالفرار.
وقد سلم مراد نفسه للشرطة في مدينة شارلوفيل-ميزيير “بعدما لاحظ أن اسمه يرد على الشبكات الاجتماعية” وفق ما أوضح مصدر قريب من الملف لوكالة الأنباء الفرنسية.
وكان ناشطون قالوا إنهم رفاق لمراد ذكروا عبر موقع تويتر أن الأخير كان يحضر دروسا معهم في المدرسة لحظة وقوع الهجوم، مؤكدين براءته.

## مقتله
يوم الجمعة 9 يناير قامت قوات الأمن بعملية اقتحام مساء وذلك ضد شريف كواشي واخيه سعيد المتهمين بهجوم تشارلي المتحصنين في دامارتان أون غويل (سين ومارن) شمال باريس قبل الساعة 17:00 بدقائق خرج المسلحان سعيد كواشي واخوه شريف من مقر المطبعة وبدأى بإطلاق النار على قوات الأمن والشرطة الموجودة في المكان، والتي بادرت بالرد عليهما وبدأ عملية اقتحام وتحرير الرهينة الوحيد الموجود في المكان. قوة تدخل تم إنزالها بالمروحية على سطح المطبعة وانتهت العملية بمقتل شريف كواشي وسعيد كواشي وجرح أحد أفراد الأمن جرح بجروح طفيفة.
يوم السبت 17 يناير 2015 دفن شريف كواشي قبيل منتصف الليل بقليل في مدينة ريمس (شمال شرق باريس) وقال رئيس بلدية جينفيلييه (ضاحية باريسية كان يعيش فيها شريف) إن مكان دفنه أُبقي مجهولاً حتى لا يتحول إلى مزار.
وأوضحت البلدية أن أرملة شريف لم تشأ حضور مراسم الدفن كما لم يحضرها أي شخص 